# El Heraldo Gallego (Buenos Aires)
El Heraldo Gallego fue un semanario editado en Buenos Aires entre 1906 y 1950.

## Trayectoria
Subtitulado Órgano de las colectividades gallegas en el Plata, apareció por vez primera el 15 de septiembre de 1906. Estaba dirigido por Julio de la Cuesta y ofrecía información sobre Galicia y la colectividad emigrante en el Río de la Plata. 
Incluía colaboraciones literarias en la sección "Páxina enxebre". Redactado casi siempre en español, entre sus colaboradores figuraban Antón Noriega Varela, Antón Vilar Ponte, Avelino Rodríguez Elías, Manuel Linares Rivas, Fortunato Cruces, Isaac de Montenegro y Galo Salinas. 
En 1932, apareció con un nuevo subtítulo: El periódico gallego de mayor circulación en la Argentina y el Uruguay. Dejó de publicarse en 1950.